# Programa Polis
O Programa Polis, também grafado "Pólis" (grafia da pronúncia aportuguesada do étimo helénico "πόλις" ="cidade"), é um instrumento de apoio financeiro a programas de revitalização urbanística custeado pela União Europeia e gerido pelo Governo de Portugal.